# Oodgeroo Noonuccalová
Oodgeroo Noonuccalová (3. listopadu 1920 North Stradbroke Island – 16. září 1993 Altona Meadows) byla australská spisovatelka a politická aktivistka. Pocházela z kmene Noonuccalů a byla první Austrálkou, která vydala knihu poezie.
Narodila se jako Kathleen Jean Mary Ruskaová, po sňatku s Brucem Raymondem Walkerem se podepisovala jako Kath Walkerová, od roku 1987 používala jméno v domorodém jazyce.
Pracovala v Brisbane jako služebná, za druhé světové války vstoupila do Australian Women's Army Service a stala se signalistkou. Po válce působila v organizaci Federal Council for the Advancement of Aborigines and Torres Strait Islanders a přispěla k prosazení ústavních změn, které udělily původním obyvatelům Austrálie plná občanská práva. Angažovala se také ve prospěch lepšího vzdělávání domorodé mládeže. V roce 1964 vydala debutovou sbírku We Are Going. Vedle básní psala také eseje o australské kultuře a historii.
Byl členkou Komunistické strany Austrálie. V roce 1970 obdržela Řád britského impéria, který v roce 1988 vrátila na protest proti státním oslavám dvoustého výročí objevení Austrálie, jež označila za urážlivé vůči původním obyvatelům. Obdržela čestný doktorát na Queensland University of Technology a posmrtně byla zařazena na seznam 150 největších osobností v historii Queenslandu. Sam Watson o ní napsal životopisnou divadelní hru Oodgeroo: Bloodline to Country.